# Розмарі Редфорд Рютер
Розмарі Редфорд Рютер (англ. Rosemary Radford Ruether; 2 листопада 1936 — 21 травня 2022) — американська феміністська науковиця та римо-католицька богословка, фундаторка феміністської теології та екофеміністської теології як окремих галузей дослідження. Одна з перших вчених, які внесли погляди жінок на християнську теологію в основний академічний дискурс. Брала активну участь у русі за громадянські права в 1960-х під впливом теології визволення темношкірих. Викладала в Говардському університеті протягом 10 років, а пізніше в Гарреттській євангельській теологічній семінарії. Упродовж своєї кар'єри писала на різноманітні теми, включаючи антисемітизм, ізраїльсько-палестинський конфлікт, кліматичну кризу, перетин фемінізму та християнства.
Розмарі Рютер була прихильницею жіночого рукоположення, руху серед католиків, які підтверджують здатність жінок служити священиками, незважаючи на офіційну церковну заборону. Десятиліттями Рютер входила до правління, а потім почесним членом групи «Католики за вибір». Її публічну позицію щодо цих тем розкритикували деякі лідери Католицької Церкви.

## Життєпис

### Раннє життя
Розмарі Редфорд народилася 2 листопада 1936 року в Сент-Полі, Міннесота, наймолодшою з трьох дочок Ребекки Кресап Редфорд (до шлюбу Орд) і Роберта Редфорда. Її батько, єпископ, працював інженером-будівельником. Її мати, римо-католичка, працювала секретаркою.
Батько Розмарі помер, коли їй було 12 років, після чого вона та її мати переїхали до Сан-Дієго, Каліфорнія. Розмарі відвідувала кілька католицьких шкіл, у яких працювали Сестри Провидіння зі Сент-Мері-оф-Зе-Вудс, штат Індіана, які разом із групою друзів її матері запропонували Розмарі міцну феміністичну та активістську основу, яка вплинула на її подальшу роботу. З 1954 по 1958 рік вона здобула вищу освіту в коледжі Скріппс.

### Освіта і кар'єра
Розмарі Редфорд Рютер здобула бакалаврські ступені з філософії та релігії в коледжі Скріппса (1958), а також ступінь магістра з античної історії (1960) і ступінь доктора філософії з класики та патристики (1965) у вищій школі Клермонта в Клермонті, Каліфорнія. Маючи науковий інтерес у сфері патристики, вона написала дисертацію про Григорія Богослова.
Політичні та теологічні зобов'язання Редфорд Рютер іноді створювали конфлікт між нею та установами, для яких вона працювала. Вона втратила свою першу роботу вчительки (1964—1965) і свою єдину посаду в католицькому навчальному закладі — Коледжі Непорочного Серця в Лос-Анджелесі, штат Каліфорнія — через її позиції, спрямовані на підтримку контрацепції та абортів. Після втрати цієї посади вона провела літо 1965 року в Міссісіпі як борчиня за громадянські права, перш ніж прийняти посаду в університеті Говарда, HBCU.
Розмарі Редфорд Рютер була призначена професоркою Університету Говарда у Вашингтоні, округ Колумбія, з 1965 по 1976 рік. Під час навчання в Говарді вона очолювала відділ релігії.
Після короткого перебування на посаді запрошеної професорки в Гарвардській богословській школі Редфорд Рютер погодилася на посаду в Євангельській теологічній семінарії Гаррета та Північно-Західному університеті в Еванстоні, штат Іллінойс. Вона викладала в Гарретт-Євангеліст майже 30 років, з 1976 по 2002 рік, як професорка прикладної теології в Джорджії Гаркнесс. За свою кар'єру написала понад 40 книг і понад 600 статей, переважно на теми фемінізму, екофемінізму, Біблії та християнства. Також вона написала кілька текстів про єврейсько-християнські відносини, зокрема «Віра та братовбивство: теологічні корені антисемітизму» та про палестино-ізраїльський конфлікт.
Після виходу на пенсію з Євангелічної теологічної семінарії Гаррета Редфорд Рютер стала професоркою феміністської теології Карпентера в Тихоокеанській школі релігії та Вищій теологічній спілці.
На додаток до своєї академічної роботи, Редфорд Рютер брала участь у низці організацій на перетині правосуддя, фемінізму та християнства. У 1977 році вона стала співробітницею Жіночого інституту свободи преси (WIFP), американської некомерційної видавничої організації, яка працює над розширенням спілкування між жінками та підключенням громадськості до форм жіночих медіа. Крім того, вона входила правління католиків за вибір, групи захисту права на аборт, і регулярно писала для The National Catholic Reporter і Sojourners.

### Особисте життя
Розмарі Редфорд одружилася з Германом Дж. Рютером, політологом, на останньому курсі коледжу. У 2002 році в співавторстві з ним написала книгу «Гнів Йони: криза релігійного націоналізму в ізраїльсько-палестинському конфлікті». В шлюбі народила двох дочок і сина.
Вона любила вирощувати помідори і була відома невеликою ділянкою землі, де вирощувала помідори перед вікном свого офісу в Гарретт-Євангеліст.
У 2016 році Редфорд Рютер пережила інсульт, який спричинив серйозну травму. Після виходу на пенсію жила з чоловіком в Пілігрим Плейс, спільноті для людей похилого віку в Клермонті, Каліфорнія. Рютер належала до жіночої церковної групи в громаді.
Розмарі Редфорд Рютер померла 21 травня 2022 року в лікарні в Помоні, Каліфорнія, після тривалої хвороби. На момент смерті їй було 85 років. У неї залишилося троє дітей і двоє онуків.

## Феміністична теологія
За словами Розмарі Редфорд Рютер, усунення жінок від теологічних академічних і керівних ролей призвело до поширення поглядів і вірувань, орієнтованих на чоловіків. Без жінок, запрошених долучитися до християнського богословського діалогу та практики, досвідом жінок нехтують у богословських віруваннях і традиціях. Редфорд Рютер вважала, що класична теологія та її традиції виключають жіночий досвід, що зберігає ідею, що жінки є другорядними щодо чоловіків.
Розмарі Редфорд Рютер вважала, що феміністична теологія може викрити та змінити дискримінаційні за своєю суттю теологічні системи. Вона стверджувала, що не тільки жіночий досвід має бути визнаний і кодифікований у теологічних просторах, але й саме розуміння таких речей, як досвід і людяність, має бути переоцінене.
Замість того, щоб намагатися замінити патріархальне християнство феміністичним християнством, Редфорд Рютер виступала за різноманітність теологічних перспектив. Вона прославляла множинність, а не відстоювала єдиний, домінуючий підхід до теології. У своїй книзі «Сексизм і розмова про Бога» 1983 року вона відкрила нові христологічні можливості, поставивши знамените запитання: «Чи може чоловік-спаситель врятувати жінок?»
Хоча Розмарі Редфорд Рютер залишалася в Католицькій Церкві все своє життя та кар'єру, попри на її незгоду з основоположними доктринами та церковними практиками, вона постійно кидала виклик позиціям і політиці Церкви. У статті, опублікованій у 1985 році в The Christian Century, Редфорд Рютер стверджувала: «Якщо католицька церква може помилятися щодо контрацепції, то вона може помилятися щодо будь-чого. Якщо існує невизначеність щодо чогось, чого Церква навчає з повним авторитетом, то все, чого вона навчає з повним авторитетом, може бути помилковим».
Робота Редфорд Рютер мала вплив на феміністичну теологію, вплинувши на таких науковиць, як Беверлі Вілдунґ Гаррісон, Паулі Мюррей і Квок Пуй Лан.

## Боротьба за громадянські права
У 1960-х роках Розмарі Редфорд Рютер брала участь у боротьбі за громадянські права в Міссісіпі та Вашингтоні, округ Колумбія. Вона працювала в міністерстві «Дельта» в Міссісіпі, де познайомилася з боротьбою афроамериканських громад і реаліями расизму. Вона занурилася в літературу з богослов'я визволення чорношкірих під час викладання в Школі релігії Університету Говарда. Вона присвятила свій час руху за мир у Вашингтоні, округ Колумбія, і була заарештована і ув'язнена поліцією разом з іншими радикальними католиками і протестантами за участь у маршах і демонстраціях.
Незважаючи на свою радикальну феміністичну теологію, Розмарі Рютер залишалася в католицькій церкві разом з іншими релігійними активістами. Її перша книга «Церква проти себе» (1967) критикує доктрину церкви та погляди церкви на сексуальність і репродукцію.

## Відзнаки та нагороди
У 1975 році книга Розмарі Редфорд Рютер «Віра і братовбивство: теологічні корені антисемітизму» стала фіналісткою Національної книжкової премії в категорії «Філософія та релігія». У 1977 році Редфорд Рютер була призначена професоркою прикладної теології в Гарретт-Євангелічній семінарії в Джорджії Гаркнесс. Це зробило її першою жінкою, яка обіймала ендаументну кафедру в семінарії, і цю посаду вона обіймала до свого виходу на пенсію в 2002 році. Аспіранти Рютер разом написали та опублікували «Голоси феміністичного визволення: твори на честь Розмарі Редфорд Рютер» у 2012 році як фестшрифт на честь її 75-річчя.
Редфорд Рютер отримала принаймні 14 почесних докторських ступенів. Пізніше Гарретт-Євангелічна теологічна семінарія надала неповний список, який охоплював 10 років і включав Університет Денісона, Огайо (1982) і Семінарію Св. Бернара, Нью-Йорк (1992). 22 січня 2000 року Редфорд Рютер отримала ступінь почесного доктора факультету теології Упсальського університету, Швеція. У 2012 році Редфорд Рютер отримала ступінь почесного доктора гуманної літератури (LHD) від Віттір-коледжа.

## Вибрані твори
- Церква проти самої себе. Нью-Йорк: 1967, Herder and Herder, ISBN 9780722005040
- Григорій Назіанзін. Оксфорд: 1969, Oxford University Press, ISBN 9780198266198
- Радикальне царство, західний досвід месіанської надії, Нью-Йорк: Paulist Press, 1970ISBN 0809118602
- Віра та братовбивство: теологічні корені антисемітизму. Нью-Йорк, 1974, Seabury Press.
- «Мужність як християнська чеснота „в журналі“Перехресні течії», весна 1983, 8-16,
- Сексизм і розмови про Бога: на шляху до феміністичної теології, Beacon Press (1983)[34]ISBN 0-8070-1205-X
- Гея і Бог: екофеміністська теологія зцілення землі, Харпер-Коллінз (1994), ASIN 0-06-066967-5
- Нашими власними голосами: чотири століття релігійної літератури американських жінок (ред. Розмарі Скіннер Келлер), Harper-Collins (1996)
- Жінки, які зцілюють Землю: жінки третього світу про екологію, фемінізм та релігію. Нью-Йорк, березень 1996, ISBN 978-1570750571
- Вступ до Спокути в християнському фемінізмі (редактор), Continuum (1998)
- Християнство та екологія, Розмарі Редфорд Рютер та Дітер т. Гессел, ред., Harvard University Press, 2000 ISBN 0-945454-20-1
- Християнство і становлення сучасної сім'ї, Beacon Press (2001),
- П'ятий розділ книги «Трансформація віри наших батьків: жінки, які змінили американську релігію» під редакцією Енн Брауде. (2004)
- Гнів Йони: криза релігійного націоналізму в ізраїльсько-палестинському конфлікті, Augsburg Fortress (2002)
- Інтеграція екофемінізму, глобалізації та світових релігій, Rowman & Littlefield Publishers, Inc. (2005)
- Богині та божественне жіноче походження: історія Західної релігії, Берклі та Лос-Анджелес, 2005, Каліфорнійський університетський прес. ISBN 0-520-23146-5ISBN0-520-23146-5
- Америка, Америккка: обрана нація та імперське насильство, Equinox (2007)
- Жінки та Спокута: теологічна історія. Fortress Press. Міннесота, (2012), ISBN 978-0800629458
- Мої пошуки надії та сенсу: автобіографія. Wipf & Stock. Орегон (2013), ISBN 978-1620327128
- Фемінізм та релігія у 21 столітті: технології, діалог та розширення кордонів (під ред. Джини Мессіна-Дайсерт), Рутледж (2014).ISBN9780415831949.

## Подальше читання
- Emily Leah Silverman, Whitney Bauman, and Dirk Von der Horst, ed., Voices of Feminist Liberation: Celebratory Writings in Honor of Rosemary Radford Ruether (London: Equinox Press, 2012).